# Stormvloed van 1825

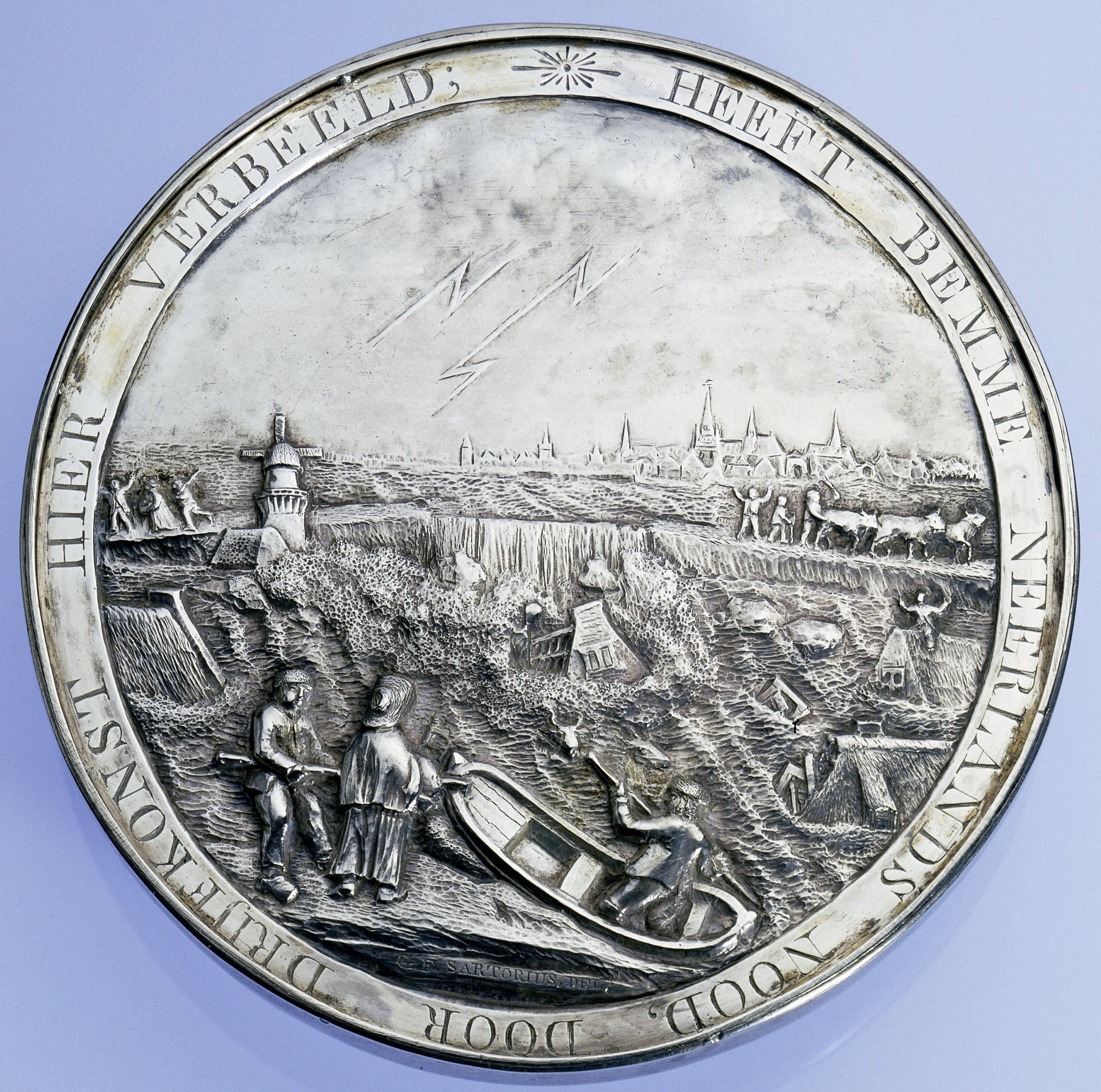
Watersnoodramp in Nederland in 1825

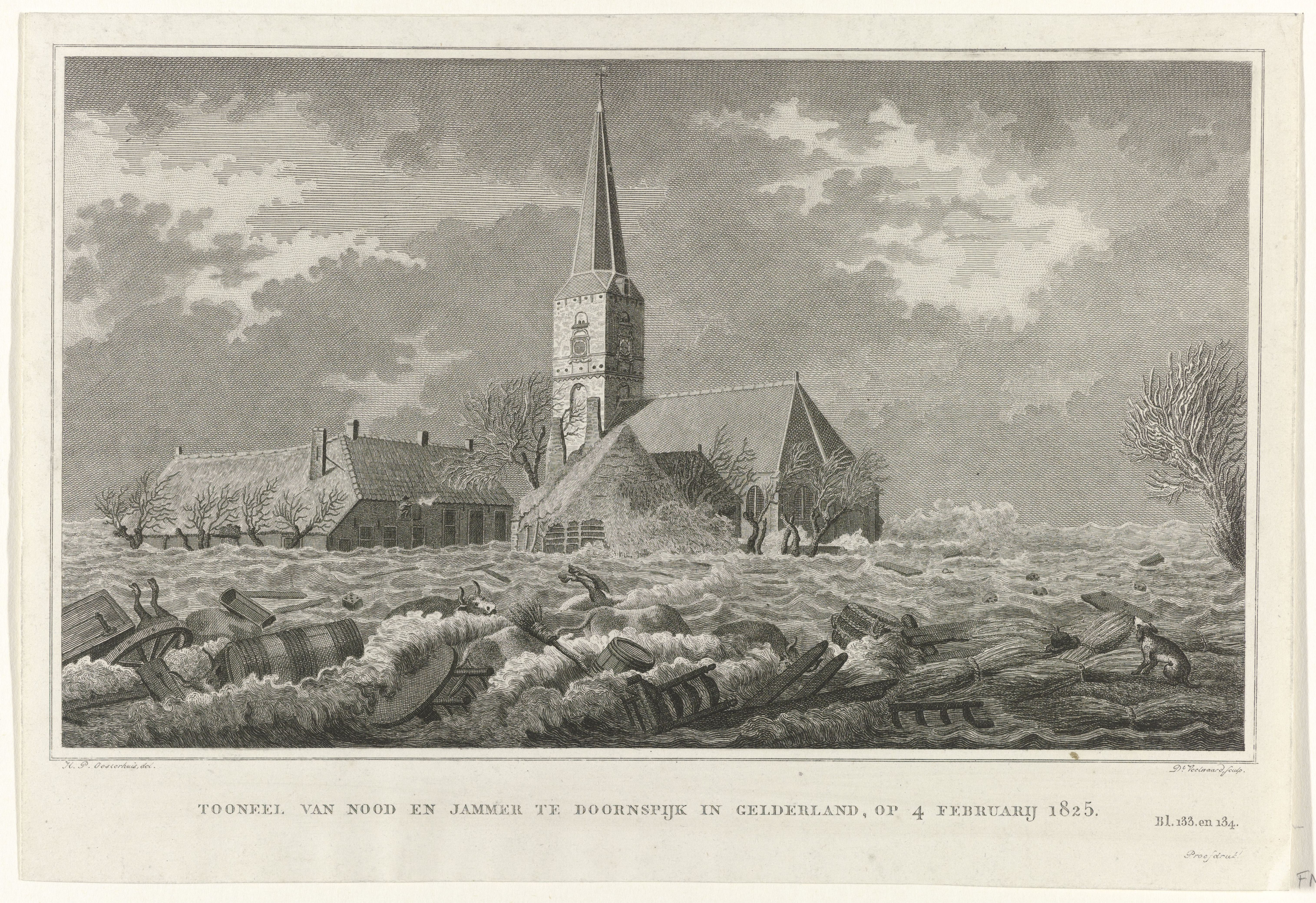
Tooneel van nood en jammer te Doornspijk in Gelderland, op 4 februarij 1825

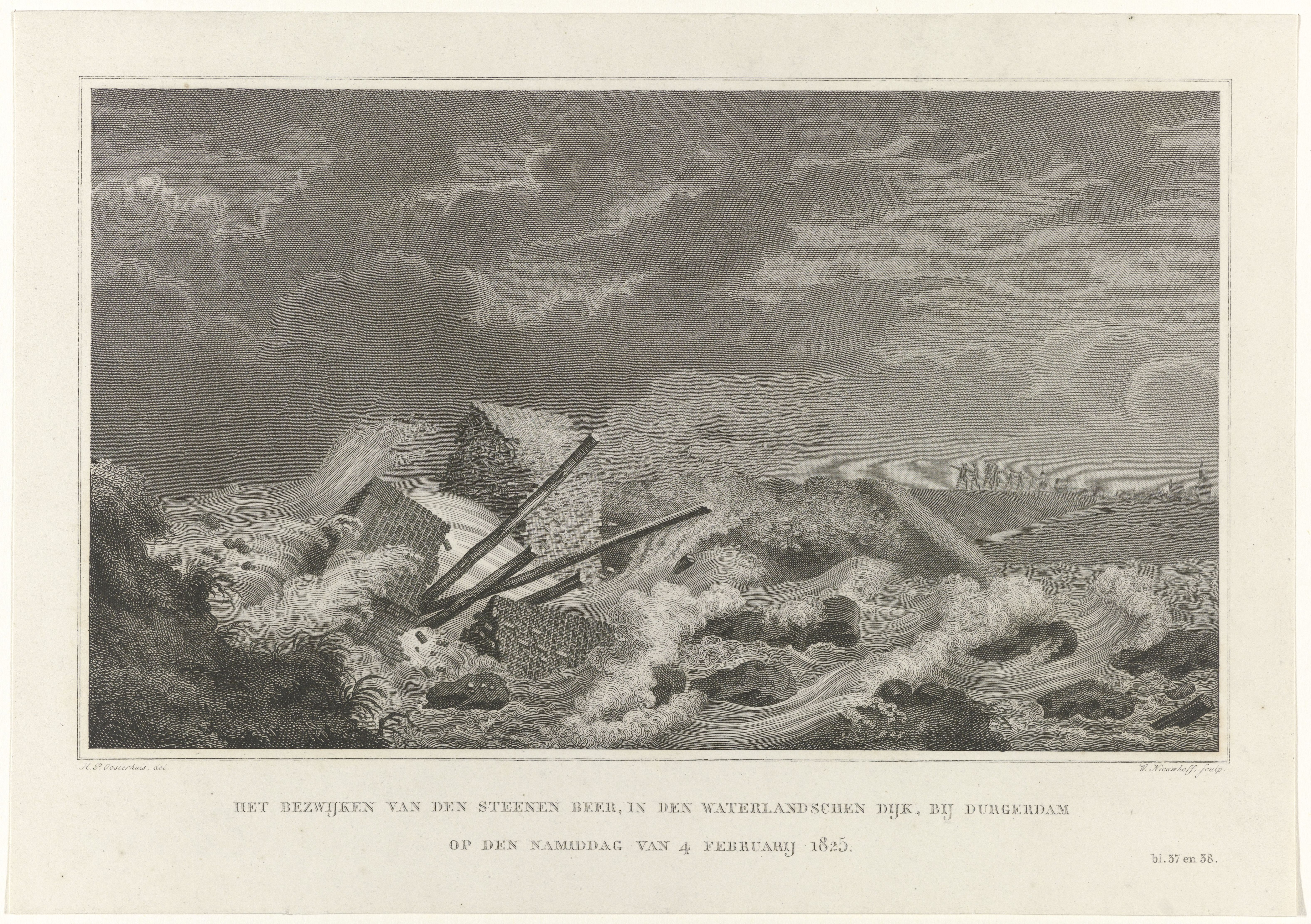
Het bezwijken van den steenen beer, in den Waterlandschen Dijk, bij Durgerdam op den namiddag van 4 februarij 1825

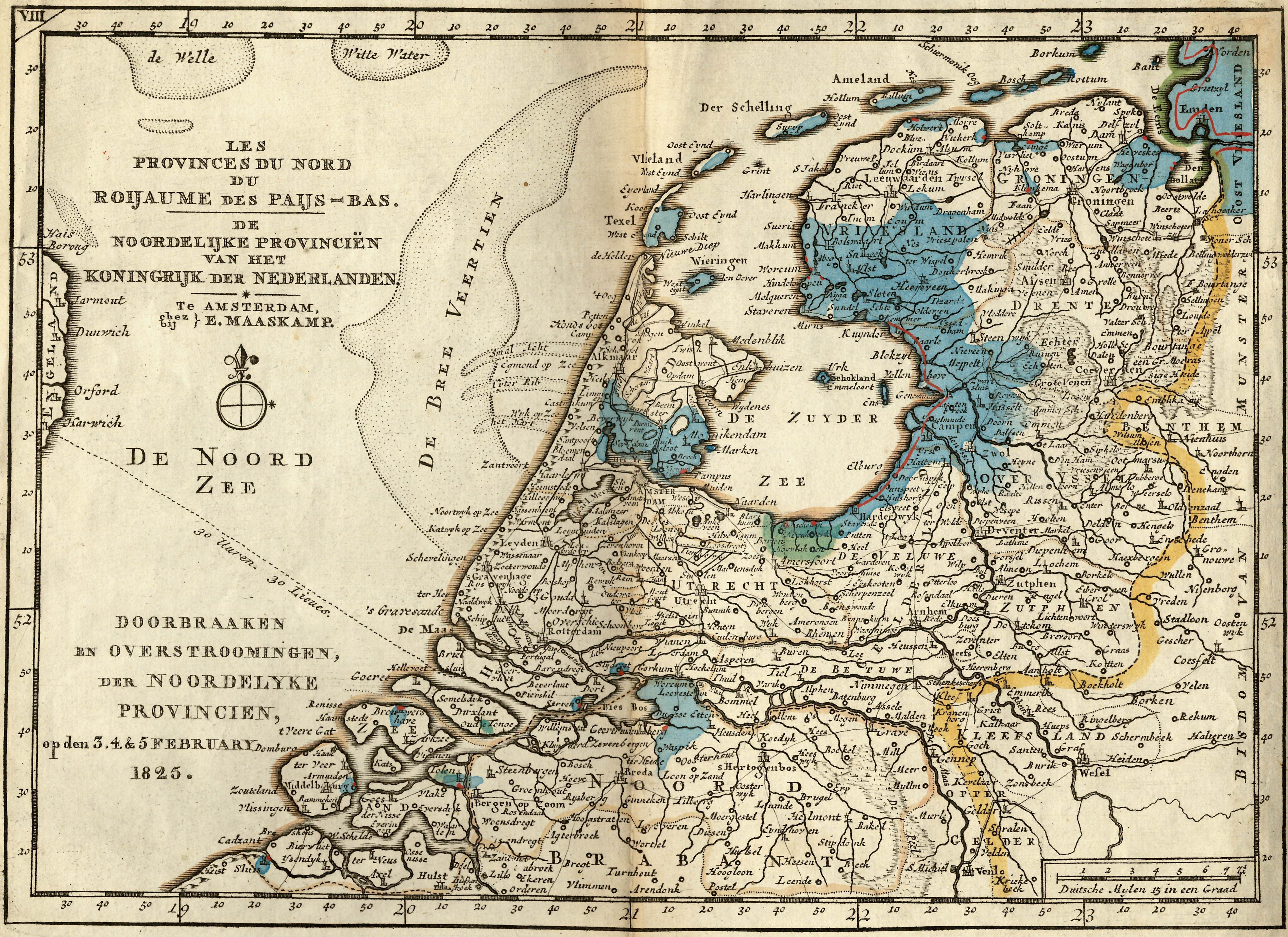
Het gebied dat werd getroffen bij de overstroming van 1825

De Stormvloed van 1825 was een stormvloed die plaatsvond tussen 3 en 5 februari 1825 en grote schade veroorzaakte langs de Nederlandse, Duitse en Deense Waddenkusten en met name de oostelijke kust van de Zuiderzee. Ook Vlaanderen werd getroffen. In totaal vielen ongeveer 800 doden te betreuren. In de Nederlandse provincies Groningen, Friesland, Overijssel, Gelderland, Utrecht en Holland leidde de stormvloed tot ernstige dijkdoorbraken en overstromingen waardoor 379 mensen het leven verloren. Hiervan vielen er 305 in de provincie Overijssel, 25 in de provincie Holland en 17 in de provincie Friesland. De schade werd geraamd op circa 29 miljoen gulden, omgerekend zo'n 500 miljoen euro, voor die tijd een astronomisch bedrag.
In Sleeswijk-Holstein werden vooral de Halligen zwaar getroffen, hetgeen leidde tot een discussie of ze ontruimd zouden moeten worden. In Jutland leidde de vloed ertoe dat de landtong van Agger Tange werd doorbroken en het Limfjord direkt in verbinding met de zee kwam te staan.

## Nevenoorzaken
Ten tijde van het passeren van de storm was het volle maan en dus hadden de zeedijken te maken met springvloed.
De storm woei uit het noordwesten en stuwde het zeewater de Duitse Bocht in, tegen de kustlanden aan.
In de weken voorafgaand aan de stormvloed had het extreem veel geregend. Eind november 1824 was er ook al een zware storm geweest. Sommige dijken waren doorweekt geraakt en konden tegen de extra belasting door deze storm geen stand meer houden.
In de jaren voorafgaand aan de stormvloed waren veel overheidsmiddelen besteed aan andere zaken dan onderhoud van dijken. Herstel van de economie en directe armoedebestrijding hadden, zo kort na de Napoleontische oorlogen, die tot 1814 geduurd hadden, nog prioriteit.

## Doorbraken en overstromingen
In Friesland waren verschillende dijkdoorbraken in Lemsterland en bij Schoterzijl, waarna bijna de hele zuidelijke helft van de provincie en de veengebieden onder water kwamen te staan. Bijna heel de Kop van Overijssel overstroomde, mede door het overstromen van de Overijsselse Vecht. In deze streek vielen veel slachtoffers. Ommerschans en Heino bleven nog net gespaard, alsook een klein stuk bij Zwolle. In Groningen liepen het Oldambt, Delfzijl en (door het doorbreken van de Reitdiepdijken) ook Paddepoel onder, en kwam het water tot aan Appingedam en Siddeburen. Ook werden huizen op de Punt van Reide weggespoeld. In Drenthe reikte het water tot Zuidwolde. In Noord-Holland brak onder andere de dijk bij de Stenen Beer in de Waterlandse Zeedijk bij Durgerdam door; het herstel hiervan werd opgedragen aan Jan Anne Beijerinck.
In zijn dagboek legde de Overijsselse schout Jan Kruys de ramp vast: 

De dagen van 4 en 5 dezer [maand] zyn voor veele ingezetenen, byzonder in deze Provincie, ook aan anderen buiten s' lands zeer noodlottig geweest; vermitys er zeer veel menschen en vee zyn verdronken, voor al in de plaatsen, liggende aan de Zuiderzee, als om Elburg, Kampen, Mastenbroek enz. Voor de noodlydenden zyn reeds maatregelen van gouvernementswegen genomen.

In Vlaanderen waren er zes dijkbreuken ter hoogte van Dendermonde. De ergste schade was voor Grembergen. Op een gravure van 1825 van een Brusselse tekenaar T. Hubert is te zien dat het gebied dat nu in het Sigmaplan opnieuw aangeduid staat als gecontroleerd overstromingsgebied, volledig onderliep (Vlassenbroek, Grote en Kleine Wal, Zwijn, maar ook het Nieuwbroek en Blankaart). Ook te Hingene was de schade immens. Door de bres in het Hingense dorp Wintam werden de dorpen Nattenhaasdonk en Wintam volledig, en de gemeenten Hingene, Bornem en Weert deels onder water gezet. Veel huizen begaven het onder de druk van het water en er vielen 2 doden te betreuren. Deze overstroming was ook de doodsteek voor het dorp Nattenhaasdonk; de parochiekerk Sint-Margaretha verhuisde in 1828 naar het dorpscentrum van Wintam. Het ooit zo weelderige Nattenhaasdonk was een gehucht van enkele huizen geworden.

## Nasleep
Op 17 februari 1825 werd een 'Commissie tot besteding van 's rijksonderstand voor den watersnood' ingesteld door de Nederlandse regering.
Ter nagedachtenis van de ramp werd in 1826 het Gedenkboek van Neerlands Watersnood in Februarij 1825 uitgegeven.
In Sint-Petersburg werden gelden ingezameld om de Nederlandse slachtoffers van de stormvloed te helpen. In november 1824 waren er in Sint-Petersburg ook hevige overstromingen geweest en grootvorstin Anna Paulowna was hiervan getuige. Toen een paar maanden later in februari het noodlot in Nederland toesloeg, waren veel mensen in Sint-Petersburg bereid geld te geven voor de Nederlanders. Op 14 februari 1825 bezocht Willem, prins van Oranje slachtoffers van de stormvloed in Amsterdam.
In Groningen en omringende streken brak het jaar erop een epidemie uit van vermoedelijk malaria. Deze zogenoemde Groninger ziekte leidde in de stad Groningen tot de sterfte van bijna 10% van de bevolking.